# Mama Said
Mama Said е вторият студиен албум, показващ музиката на рок твореца Лени Кравиц. Излиза през април 1991 г. с помощта на Върджин Рекърдс. Слаш от Гънс Ен Роузис е съавтор и един от изпълнителите на песента Always on the Run. Същият свири и на Fields of Joy. Песента All I Ever Wanted е продукт на Шон Ленън, синът на Джон Ленън и Йоко Оно.
Албумът се закача в Топ 40 на Щатите, първият на Кравиц с такова класиране. В Билборд 200 достига 39-а позиция, и от него се продават 1,88 млн. копия. Във Великобритания стига до №8 в Британските класации. Албумът реализира 3 млн. продадени бройки, и утвърждава популярността на певеца, две години след дебютния Let Love Rule. През 2012 г. Върджин Рекърдс издава разширен, двоен диск, в който са включени ремиксове и бонус парчета.